# Ceguera nocturna estacionaria congénita autosómica recesiva
La Ceguera nocturna estacionaria congénita autosómica recesiva, también conocida como síndrome de Oguchi, es un trastorno de la visión hereditario y poco frecuente. Se caracteriza por ceguera nocturna (conocida clinicamente como nictalopia), miopía, nistagmo, y estrabismo. Su frecuencia exacta (promedio alrededor del mundo) no es conocida, pero sí se sabe que es infrecuente.
Descrito por primera vez en 1907 por el oftalmólogo japonés Chuta Oguchi (1875-1945). Se caracteriza por ceguera nocturna y la presencia al realizar un examen de fondo de ojo, de una retina decolorada de tono amarillento dorado o grisáceo, en lugar del rojo habitual, este tono anómalo aparece cuando el ojo se expone a la luz y desaparece de forma característica al adaptarse a la oscuridad, para reaparecer al exponerse de nuevo a una luminosidad alta. Este efecto recibe el nombre de fenómeno de Mizuo-Nakamura.

## Causas
Esta condición es causada por mutaciones autosómicas recesivas, aunque los genes que están afectados son diferentes familia por familia, usualmente suelen ser los siguientes: GRM6, TRMP1.

## Epidemiología
En las afueras de Jerusalén, la frecuencia se estima en un caso por cada 6,210 personas. La mayoría de estas personas eran parte de familias consanguíneas.